# سیکورسکی اس-۳۱
سیکورسکی اس-۳۱ (به انگلیسی: Sikorsky S-31) یک هواگرد ساختِ کارخانهٔ سیکورسکی در کشور ایالات متحده آمریکا است. این هواگرد برای نخستین بار در ۱ سپتامبر ۱۹۲۵ میلادی مورد استفاده قرار گرفت.